# The DioField Chronicle
The DioField Chronicle è un videogioco di ruolo del 2022 pubblicato da Square Enix per PlayStation 4, PlayStation 5, Nintendo Switch, Xbox One, Xbox Series X e Series S e Microsoft Windows.

## Sviluppo
The DioField Chronicle è stato annunciato il 9 marzo 2022 durante lo State of Play. Nel team di sviluppo compaiono creativi che hanno collaborato a Lord of Vermilion, Final Fantasy XII e Final Fantasy XIII. Il 10 agosto 2022 è stata distribuita una demo del gioco.